# Conquista del Cabo de Buena Esperanza (1806)
La Conquista del Cabo de Buena Esperanza, también conocida como Batalla de Blaauwberg o Batalla de Ciudad del Cabo, parte fundacional del territorio de la actual República de Sudáfrica y hasta ese momento colonia de la República Bátava, fue efectuada por el Reino Unido en 1806 en el marco de las guerras napoleónicas.

## Antecedentes
La conquista de la colonia holandesa del Cabo de Buena Esperanza por el Reino Unido estuvo ligada a las fracasadas invasiones inglesas al Río de la Plata, de las que en buena medida fueron a la vez efecto y causa, por lo que sus antecedentes inmediatos nacen en los proyectos destinados a separar el territorio del Virreinato del Río de la Plata del Imperio Español.

### Río de la Plata (1804)
Al finalizar la Guerra de Independencia de los Estados Unidos en 1783, William Pitt el Joven asumió como primer ministro del Reino Unido orientando su mandato a la promoción del comercio exterior y la apertura de nuevos mercados para las manufacturas británicas.
En 1789 ante la probable guerra entre Gran Bretaña y España por el incidente del Estrecho de Nutca, que separa la isla de Nutca de la de Vancouver, el revolucionario venezolano Francisco de Miranda presentó a Pitt su propuesta para liberar América solicitando la ayuda militar británica para ocupar las principales ciudades sudamericanas, asegurando que sus pueblos recibirían a las tropas como libertadoras y declararían su independencia. A cambio de su auxilio, el Reino Unido obtendría ventajas comerciales. Las trabas al comercio que imponía España eran un obstáculo para su política, por lo que la posibilidad de que las colonias españolas en América obtuvieran su independencia interesó a Pitt.

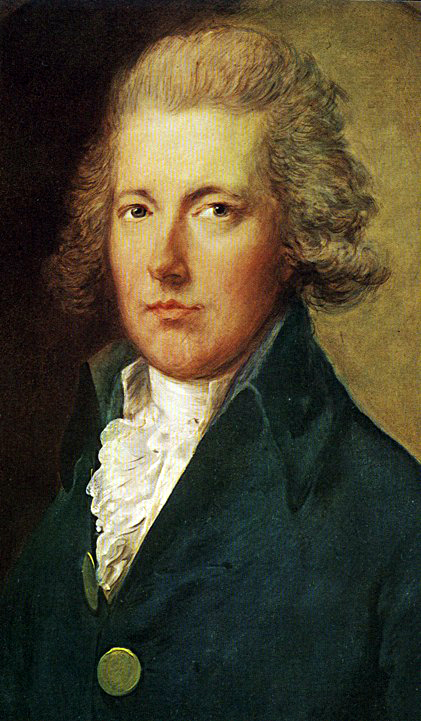
William Pitt (el Joven), primer ministro del Reino Unido.

La Convención de Nutca en 1790 puso fin al conflicto y por ende al plan. No obstante este fue reactivado en 1796 cuando España resolvió aliarse a Francia durante las guerras revolucionarias francesas. La derrota y salida de la alianza de Rusia y Austria obligó a Gran Bretaña a concentrar sus fuerzas en la defensa de su territorio por lo que el proyecto fue nuevamente abandonado.
El 12 de octubre de 1804, el primer ministro Pitt invitó a una cena en la quinta de Henry Dundas, 1.º Vizconde Melville, nuevo jefe del Almirantazgo, al comodoro Sir Home Riggs Popham. Entre los temas tratados se encontraba la cuestión española: a pesar del ultimátum británico, España construía una flota en Ferrol lo que sumado a la contribución monetaria que se obligaba a pagar a Napoleón Bonaparte había decidido al gabinete británico a considerar a esa nación como aliada de hecho del Imperio Francés. En el marco de ese conflicto que se consideraba ya inevitable Pitt dio a conocer el plan de Miranda a Popham y le solicitó un memorándum para establecer la factibilidad de su ejecución.
Popham se reunió con Miranda y presentó el memorándum el 14 de octubre:

"La idea de conquistar Sudamérica está totalmente fuera de cuestión, pero la posibilidad de ganarse todos sus puntos prominentes, apartándolos de sus actuales conexiones europeas, de fijarse en una posición militar y disfrutar de todas sus ventajas comerciales, pueden reducirse a un simple cálculo, sino a una operación segura; los beneficios que una empresa de este tipo le darían a nuestro país son incalculables, las riquezas que aportarían, las nuevas fuentes que se abrirían para nuestras manufacturas y navegación tanto desde Europa y Tierra Firme como de Asia por el Pacífico son igualmente incalculables, y la popularidad y estabilidad que le daría a un gobierno que la emprendiera puede estimarse de la precedente proposición, con la satisfacción adicional de saber que los informes de los resultados de su primera operación deberían recibirse a los tres meses de su partida a Inglaterra".

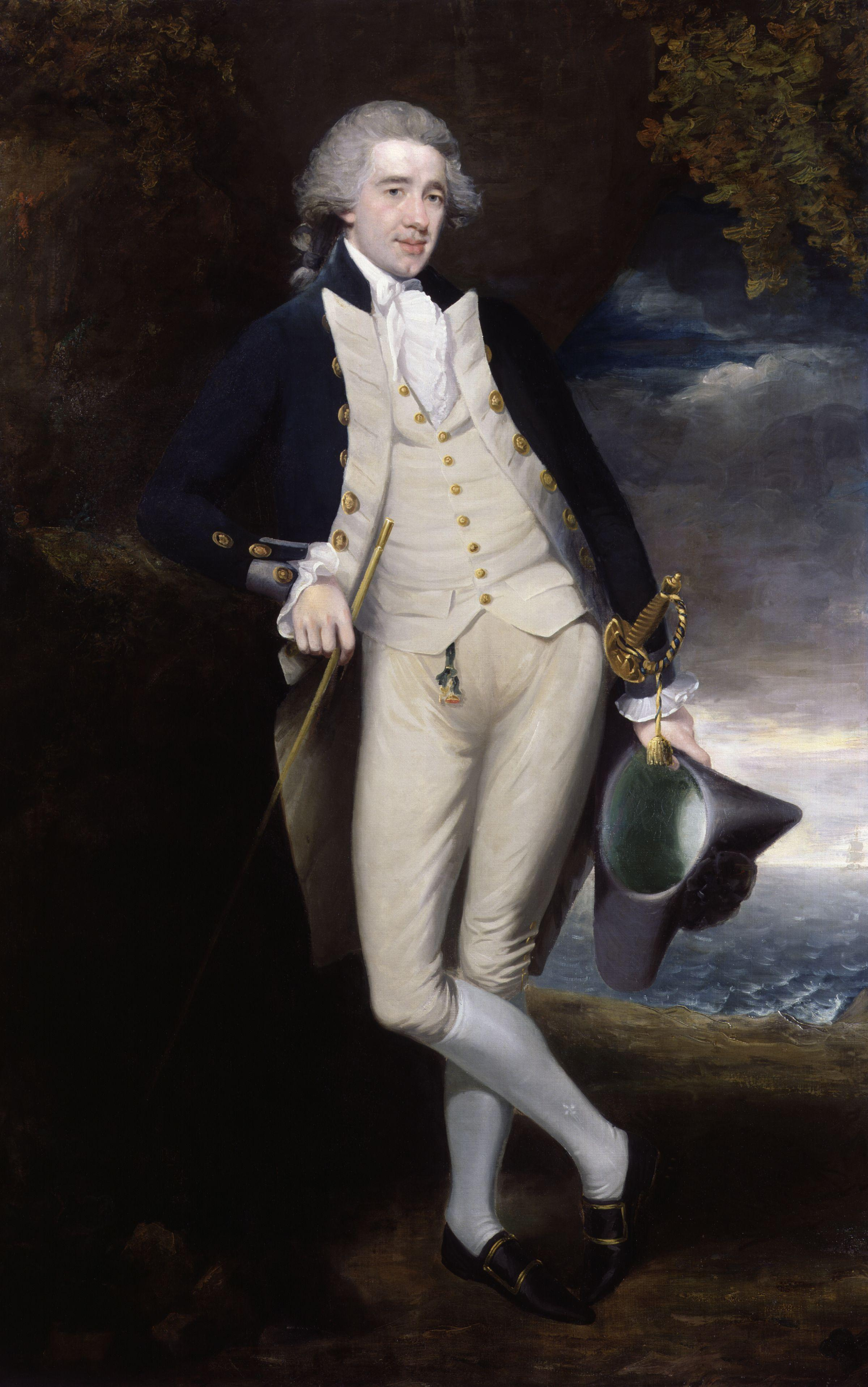
Home Riggs Popham.

El 16 de octubre Pitt, Melville, Popham y Miranda definieron el objetivo: la conquista del Río de la Plata, capital del Virreinato del Río de la Plata y punto de salida del oro y plata de Potosí, con vistas a su eventual independencia bajo la protección británica.
No obstante, la evolución de la situación política de la alianza europea demoraron la ejecución del plan. El Imperio Ruso confiaba en sustraer a España de la alianza con Bonaparte y Austria apoyaba la gestión, por lo que Pitt, aunque escéptico respecto de sus posibilidades de éxito, no podía autorizar un ataque que hubiera acabado con las negociaciones. Popham estaba al tanto de las razones que demoraban un proyecto que se había convertido en su principal meta.

### Colonia del Cabo (1805–1806)
En enero de 1795 por recomendación de Sir Francis Baring, de la Compañía de las Indias Orientales, el secretario de estado para la guerra Henry Dundas dispuso ocupar la colonia holandesa del Cabo, por considerar que controlaba "el pasaje a y desde la India como Gibraltar hace con el Mediterráneo" y que si bien "en manos holandesas era una pluma en manos francesas sería una espada". El 11 de junio de 1795 los primeros escuadrones al mando del vicealmirante George Elphinstone, 1.º Vizconde Keith, anclaron en False Bay, el 14 de julio se produjo el primer desembarco en la localidad de Simon, el 7 de agosto una fuerzas de 1600 hombres desembarcó en Muizenberg y avanzó sobre las posiciones neerlandesas (287 infantes, 150 artilleros, 200 milicianos bóeres (incluyendo fuerzas de dragones conocidas como Swellendam) y 150 hotentotes del Korps Pandoeren). En la batalla de Muizenberg las fuerzas neerlandesas al mando del teniente coronel C.M.W.de Lille fueron dispersadas y tras superar la resistencia de guerrillas el 3 de septiembre las fuerzas británicas iniciaron la ofensiva final sobre el Cabo, que se rindió el 14 de septiembre.
Confirmando la presunción de Dundas, una descripción de la Colonia del Cabo de Buena Esperanza escrita en 1801 por Sir John Barrow, reflejando su permanencia en la región como secretario de George Macartney 1° Earl de Macartney, gobernador del Cabo, extendió a todos los estamentos del gobierno y a la opinión pública el convencimiento de la importancia del Cabo como depósito militar y comercial intermedio en la ruta a la India.
Sin embargo, en marzo de 1802 el Tratado de Amiens ponía fin a la contienda y uno de sus artículos establecía que a cambio del reconocimiento de la soberanía británica en Sri Lanka, el Reino Unido devolvía a la República Bátava la Colonia del Cabo de Buena Esperanza, ambos puntos conquistados durante la guerra.

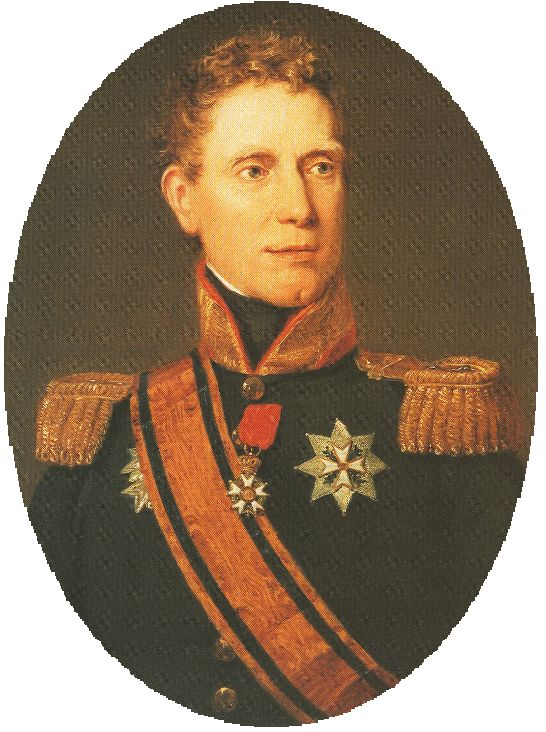
Jan Willem Janssens.

Con el tesoro exhausto, la entrega de un territorio sin riquezas inmediatas explotables y con una población desafecta, pese al mal manejo de la Compañía Holandesa de las Indias Orientales, que previsiblemente obligaría a encarar una costosa guerra, a cambio de consolidar las posesiones en el área de la India, parecía una buena opción, pese a las ventajas que el Cabo representaba en las comunicaciones con el Índico.
En febrero de 1803 el comisionado holandés Abraham De Mist y el nuevo gobernador, el teniente general Jan Willem Janssens, recibieron el gobierno de manos del mayor general Dundas. Por primera vez el territorio tenía entidad política propia, dejando de ser una factoría de la Compañía. En un gobierno de sesgo liberal, De Mist reorganizó el territorio, los poderes legislativo (Burgher Senate) y judicial de la colonia, mejoró la agricultura, mantuvo una política de apertura en materia religiosa, abrió las cuentas al escrutinio público, prohibió la importación de esclavos y reorganizó las milicias hasta su retiro en febrero de 1805, fecha en que abandonó el país, permaneciendo al frente Janssens.
Ante el enrarecimiento de la situación en Europa, De Mist y Janssens habían llamado a la movilización de las milicias en todo el país. Janssens organizó un cuerpo de infantería formado por hotentotes, fortificó el paso montañoso de Hottentots' Holland Kloof que permitía controlar el acceso al interior, estableció fábricas de pólvora y reparó las fortificaciones construidas por los británicos.
En efecto, iniciada la guerra de la Tercera Coalición en mayo de 1803 Inglaterra y Holanda estaban nuevamente en conflicto. La posición británica era entonces más fuerte. La batalla del Nilo (1798) había establecido la supremacía naval británica en el Mediterráneo, mientras que en el Mar del Norte en la batalla de Camperdown (11 de octubre de 1797) había destruido la flota holandesa, muchos de cuyos buques sobrevivientes fueron capturados en puertos británicos al estallar el conflicto.

## Nuevo objetivo (julio de 1805)
En julio de 1805 Popham se hallaba en Porstmouth "esperando ansiosamente la decisión final sobre la América del Sur" cuando recibió información acerca de la debilidad de la guarnición en el Cabo de Buena Esperanza. Popham consideró de gran importancia la noticia, no solo por la posibilidad misma de conquistar el Cabo sino "por la facilidad que esta colonia daría para la proyectada conquista de las colonias de la costa oriental de la América del Sur", por lo que contactó a uno de los secretarios del tesoro, Sturges Bourne, quien mientras Popham esperaba en su oficina, lo comunicó a Pitt.
Efectivamente, Holanda daba prioridad a la defensa de la isla de Java, por lo que Janssens debió enviar sus fuerzas a Batavia, reteniendo solo dos mil hombres para la defensa del territorio.
El primer ministro autorizó medidas tendientes a confirmar las noticias y una vez comprobada su verosimilitud, dio órdenes para planificar la conquista del Cabo.

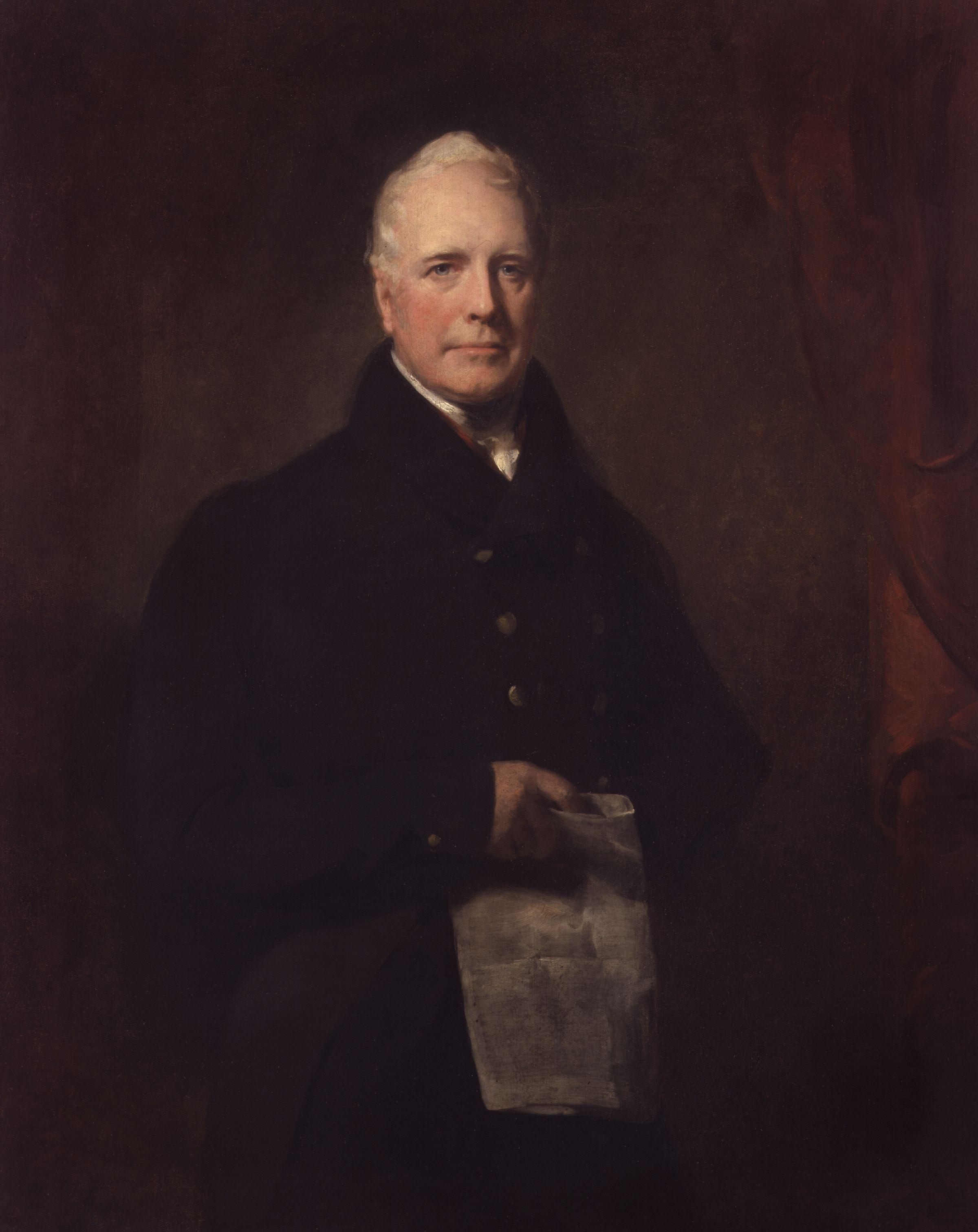
Sir David Baird.

### Organización de la expedición (julio y agosto de 1805)
El 25 de julio el ministro de guerra británico Lord Castlereagh entregó al mayor general sir David Baird instrucciones secretas para que en combinación con la escuadra de sir Home Popham procurase la conquista del Cabo de Buena Esperanza:

A consecuencia de las informaciones que se han recibido, de que el Cabo se halla actualmente defendido por no más de 1500 a 2000 hombres de tropa regular, no de la mejor calidad y de que las milicias y los habitantes esperan con ansiedad la llegada de una fuerza británica y también por la facilidad existente para una operación contra aquella colonia por las tropas ya embarcadas y que deben seguir a la India, que sin inconvenientes pueden ser utilizadas durante la marcha a su ulterior destino, se ha resuelto intentar la conquista de la colonia mediante una operación combinada de una fuerza que saldrá de Cork, unida a la ya embarcada en Falmouth en buques de la Compañía de las Indias orientales.

En efecto, en el puerto de Falmouth se hallaban preparados a partir el regimiento n.º 59 de Infantería con 1000 hombres y 2 escuadrones del regimiento n.º 20 de Dragones Ligeros (221 hombres, al mando de Robert Wilson), así como 546 reclutas de la Compañía.

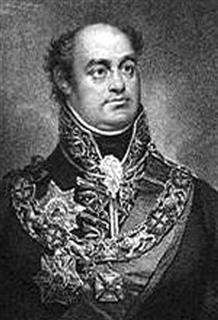
Willam Carr Beresford.

Por otro lado, en Irlanda podían ser rápidamente movilizados, incluyendo munición , bagajes y provisiones para seis meses, los regimientos 24, 38 y 83 al mando conjunto del brigadier general William Carr Beresford, 71 (teniente coronel Denis Pack, 72 y de 93 (Highland Brigade) al mando conjunto del brigadier general Sir Robert Crawford Ferguson, un total de 4887 hombres, incluyendo 320 artilleros comandados por el general Yorke de los Royal Engineers. A esos se sumaban 400 Royal Marines que bajo el mando del capitán McKenzie fueron incorporados a la Highland Brigade. La fuerza total era de unos 7000 hombres.
El 29 de julio Popham recibía sus propias órdenes en igual sentido. El objetivo era mantener el secreto respecto del destino de la operación. Así, la escuadra de Falmouth mantendría sus órdenes de marchar a la India y la de Cork al Mediterráneo, pero ambas llevarían pliegos cerrados que deberían abrir en alta mar a cierta latitud con órdenes de converger en Madeira.
Ese mismo mes el navío de 64 cañones Diadem, buque insignia de la armada de Popham, regresó a Portsmouth. La tripulación creyó que su destino era dar soporte y presión militar a acciones diplomáticas en el Mediterráneo, concretamente ante el Imperio Otomano, hasta que ante el embarque de efectos de Sir David Baird corrió el rumor de que se combatiría.
Las órdenes establecían que de fallar la operación el primer punto de reagrupamiento sería Santa Helena y el segundo Fayal, en Madeira. De tener éxito, las tropas destinadas a la India continuarían a ese destino escoltadas por el Belliqueux y el Raissonable sería enviado a Santa Helena para escoltar los buques de la Compañía allí reunidos a Spithead, en Hampshire, Inglaterra.
La Diadem llegó a Irlanda a principios de agosto y al poco tiempo arribaron 14 indianos (Indianmen) con soldados a bordo. Hacia fines de agosto los transportes de tropas comenzaron a partir mientras que las unidades que compondrían la escuadra se dirigían aisladamente a Madeira: el 31 de agosto partió la Diadem y para el 2 de septiembre los últimos buques de la escuadra dejaban Cork.

### Rumbo al Cabo (septiembre de 1805)

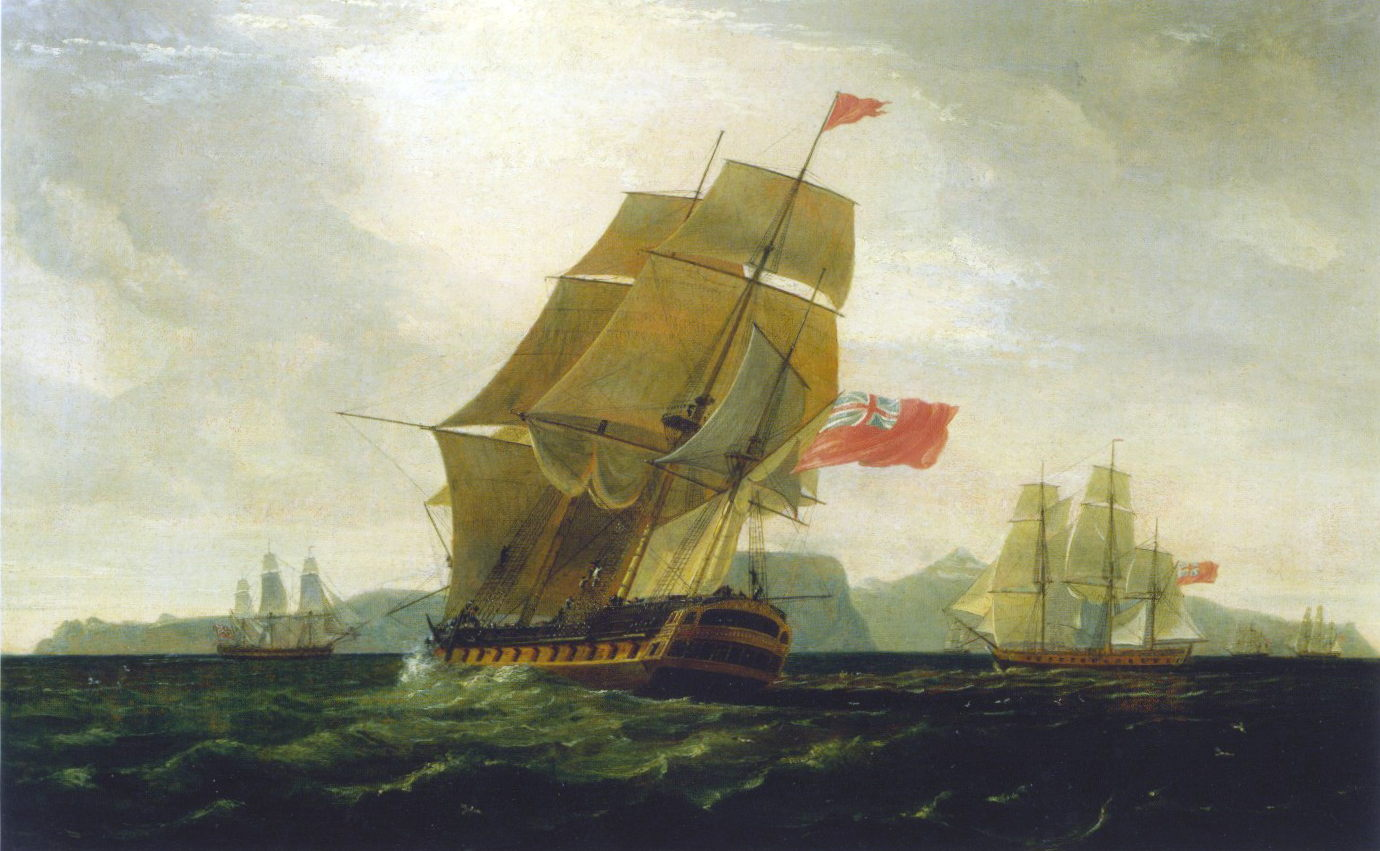
La HMS Diadem en la captura del Cabo.

El 29 de septiembre la Diadem fondeó en la Bahía de Funchal, en Madeira, donde toda la escuadra ya estaba concentrada. Al mando de Sir David Baird, aproximadamente 7000 hombres escoltados por la escuadra comandada por Popham y compuesta por los navíos Diadem (64 cañones, al mando de Hugo Downman), Belliqueux (64 cañones), Diomede (50 cañones, Edmonds) y Raissonable (64 cañones, Josias Rowley), fragata Narcissus (32 cañones, Ross Donelly) y Leda (32 cañones, Robert Honeyman), bergantín Encounter (14 cañomes, James Talbot) y Protector, los indianos Dutchess of Gordon, Sir William Pulteney, Europe, Streatham, Union, Comet, Northampton, Glory y William Pitt, y los transportes Ocean (Abraham Bristow), Triton, Melancton (o Melantho), Wellington, Ambulant, parte principal de una flota de 63 navíos, muchos de ellos East Indiaman (mercantes armados de la Compañía Británica de las Indias Orientales), partieron para reducir la Colonia del Cabo de Buena Esperanza el 3 de octubre, junto con un convoy destinado a Antillas, que se separó de la flota conjunta el día 6, junto con la fragata Narcissus que partió para cruzar en procura de noticias acerca del Cabo.
Popham estaba autorizado a seguir rumbo a Santa Helena, isla bajo dominio británico administrada por la Compañía. No obstante, con el acuerdo de Baird decidió dirigirse a la costa nordeste del Brasil. Varias razones justificaban el movimiento: mantener la ruta utilizada por los mercantes del comercio con oriente aumentaba las posibilidades de ser detectados prematuramente y por otra parte Brasil ofrecía mejores condiciones para reaprovisionar la expedición y recuperar a las tropas. Pero también permitía obtener noticias de la situación en el objetivo último de Popham, el vecino Río de la Plata.
El 3 de noviembre a la altura del Atolón de las Rocas (3°53′S, 33°49′O), escollos apenas visibles a 17 millas al oeste de Fernando de Noronha, naufragó el transporte King George y el indiano Britannia, barco que aunque zafó del escollo, se hundió poco después. En el primero murieron dos personas, una de ellas el brigadier general Yorke, comandante de la artillería ansioso de llevar consigo un cajón de guineas, bajó a buscarlo, pero en la tentativa de hacerlo, perdió pie y cayó en una hondura, donde fue víctima instantánea de los tiburones.
Después de superar la dispersión de la escuadra provocada por un temporal el día 6 de noviembre, el 11 arribaron a Bahía de Todos los Santos (San Salvador), Brasil, donde obtuvieron plena colaboración de las autoridades dependientes de Marcos de Noronha e Brito, conde de Arcos, virrey de Brasil, pese a encontrarse en paz con España y obligados a no brindar ayuda a los ingleses por el Tratado de Badajoz. Los enfermos fueron acampados en la altura donde prontamente se restablecieron y Popham obtuvo también información de primera mano de la situación en el Río de la Plata, resolviendo enviar un buque hacia el estuario en exploración.
Recién a principios de diciembre llegaría a Buenos Aires la novedad de la presencia de la escuadra británica por medio de dos buques, uno español y el otro portugués: más de 70 velas y una fuerza de 7 u 8000 hombres que se rumoreaba se dirigían a Montevideo. El virrey Rafael de Sobremonte dispuso la movilización prevista en la Junta de Guerra del 2 de abril en ambas márgenes, incluyendo el acoderamiento de algunos de los buques de la exigua escuadra española en Montevideo. Al poco tiempo se presentó el bergantín enviado por Popham, que tras apresar a un mercante surto en balizas exteriores fondeó a pocas millas del puerto donde permaneció 3 días sin ser molestado por la escuadrilla española dedicándose a enviar botes para sondear el banco de acceso a la ciudad.

### Cabo de Buena Esperanza (enero de 1806)

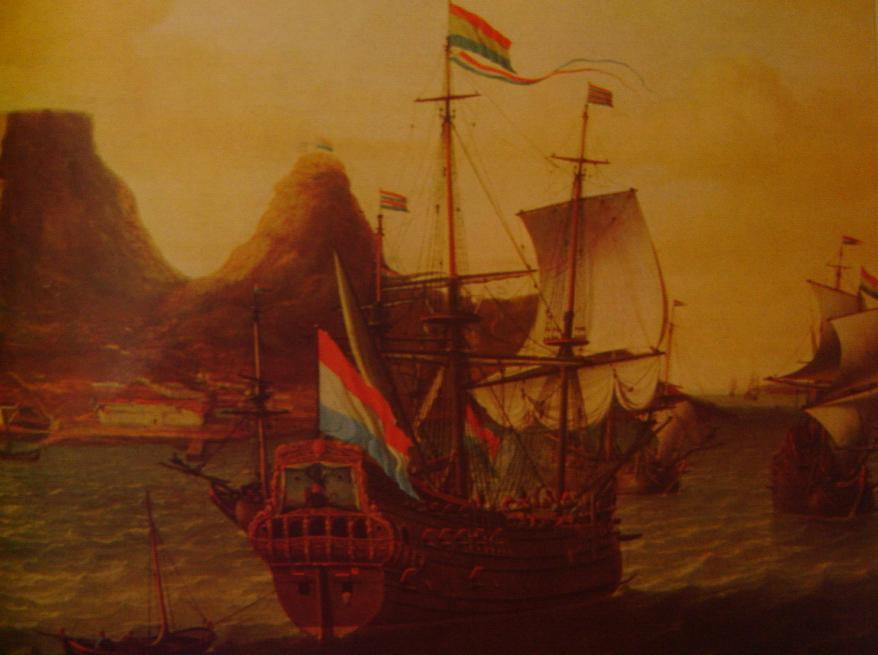
Navíos holandeses partiendo de Table Bay.

La expedición dejó Bahía el 28 de noviembre y tras una travesía sin contratiempos al amanecer del 4 de enero de 1806 se divisaron las alturas de Table Mountain, su promontorio del sur y al atardecer se arribó al sitio previsto de anclaje, al oeste de las islas Robben.
varios días transcurrieron antes de que pudiese intentarse el desembarco debido a los fuertes vientos y marejada peligrosa en toda la línea de nuestro desembarco, desde ciudad del Cabo hasta la bahía Lospard en el extremo opuesto

#### Desembarco
El 5 de enero a las 3 AM las tropas de desembarco se agruparon alrededor del bergantín Espoir, pero el oleaje era tan alto que el desembarco se consideró impracticable y regresaron a sus buques.

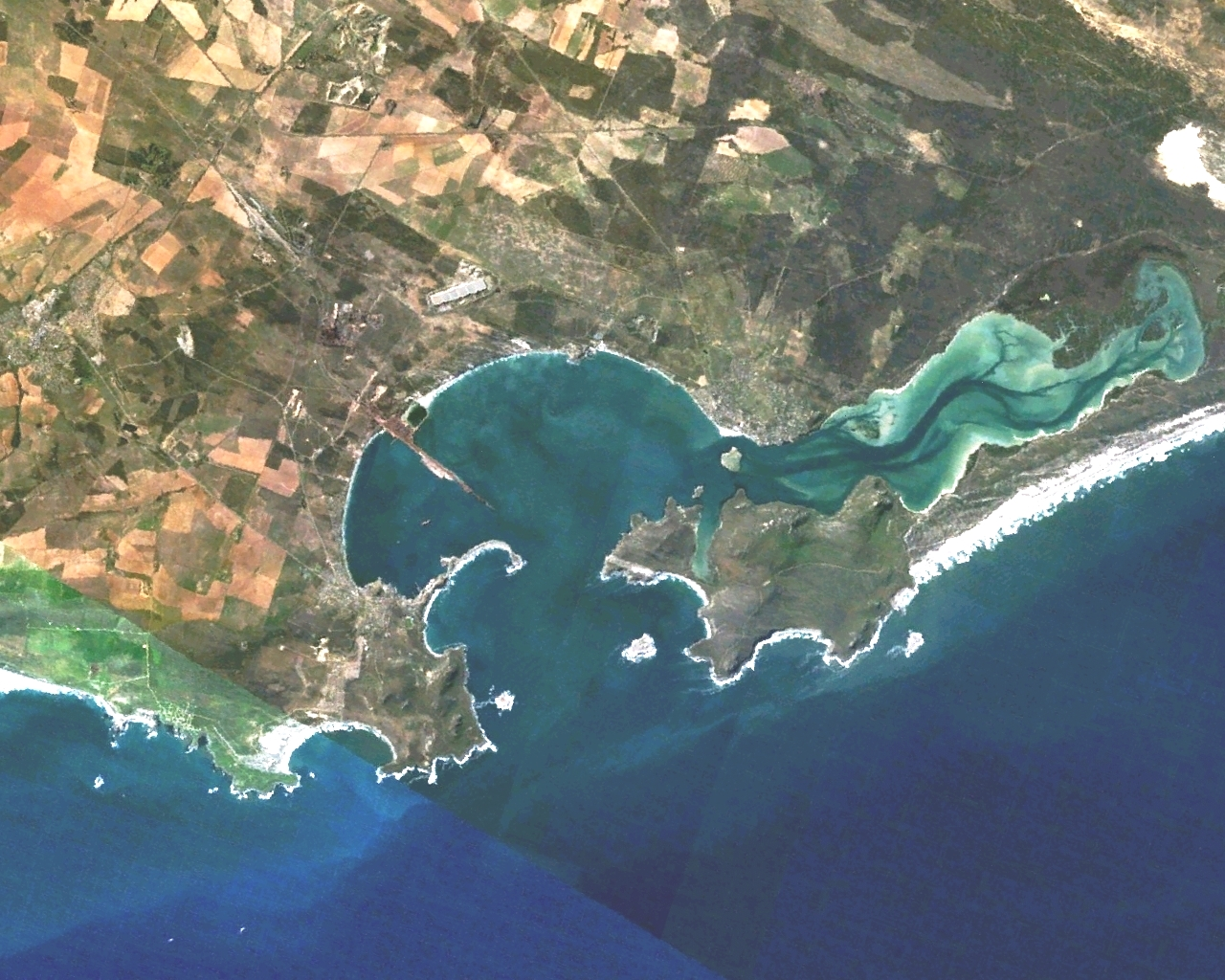
Saldanha Bay.

El comodoro Popham y David Baird procedieron a un urgente reconocimiento de la costa, que consideraron extremadamente peligrosa, pero la probabilidad creciente de que arribaran refuerzos enemigos los decidió a desembarcar las tropas en la bahía de Saldanha, al noroeste del Cabo.
Con ese objeto, los buques que transportaban al regimiento n.º 38, la caballería y parte de la artillería, a las órdenes del mayor general Beresford, escoltados por la Diomede partieron a ese punto pero poco después el viento del oeste disminuyó y en la mañana del día 6 al calmarse el oleaje por lo que se decidió desembarcar las tropas restantes en el sitio prefijado.
Tras amagos de desembarco y una serie de reconocimientos en la costa de Table Bay, se efectuó un desembarco parcial de la compañía de cazadores del 71 en la caleta Lospard (actual Melkbosch o Melkbosstrand), una pequeña bahía en la costa occidental a 20 millas del Cabo, la tarde del 6 de enero. Pronto, les siguieron tropas del regimiento n.º 93.
Los barcos se colocaron en posición para cubrir el desembarco y un bergantín de transporte de escaso calado avanzó hacia la playa como un rompeolas. Un denso embalsado de algas desde la entrada al lugar de desembarco dificultaban el avance de los botes.

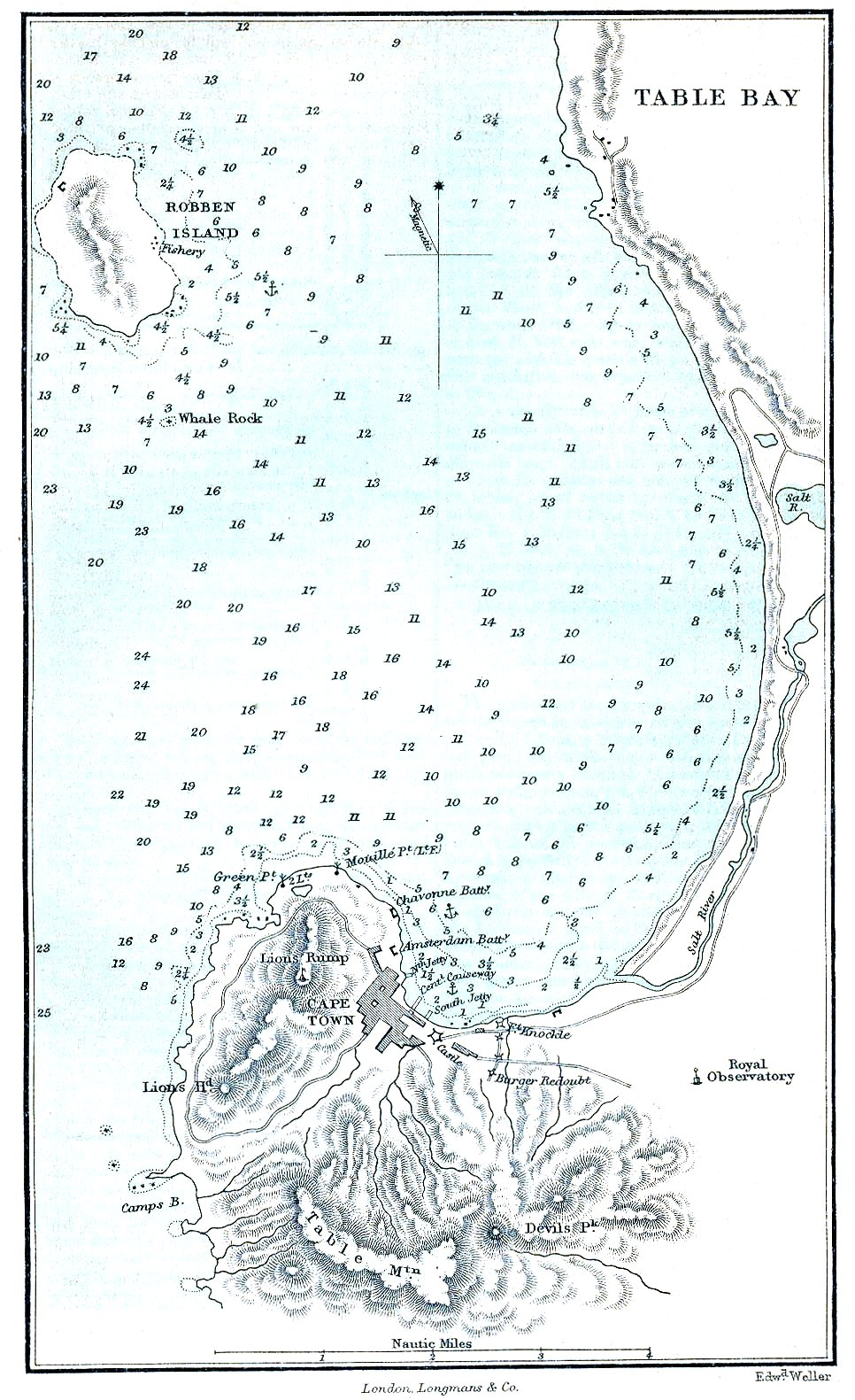
Mapa de Table Bay y Ciudad del Cabo (1882).

La mayor desgracia ocurrió cuando uno de los botes se volcó y treinta y seis hombres del regimiento de la 93 se ahogaron. Durante el desembarco, el 71.º tuvo un muerto y tres heridos en la tropa, y fueron heridos el mayor Weir y el mayor Pack.
Sin oposición, la mayor parte de las tropas desembarcó en el transcurso de la tarde. Médanos dominantes defendían los flancos que de haber estado ocupados por unas pocas piezas de campaña hubieran permitido quizá rechazar el asalto, pero también hubiera expuesto las tropas neerlandesas al fuego de la artillería de la escuadra enemiga. Así, los holandeses desplegaron solamente unos pocos rifleros que abrieron un fuego descuidado y al ser empujados abandonaron las alturas retirándose a los terrenos altos que se interponían entre los británicos y el ejército principal en los campos de Bluefield.
Mientras la compañía de cazadores del 71 desembarcaba, el 24 Warwickshire aún embarcado ensayaba ataques de distracción. El oleaje aumentó nuevamente avanzada la tarde por lo que el resto de las tropas desembarcaron el 7 a la mañana. Por su parte, 400 hombres de la infantería de marina desembarcaron entre el ejército enemigo y la ciudad, amenazando su flanco.
El comodoro con la Leda y una división de transportes transportando el tren de artillería se dirigió a la bahía de Blaauwberg (Bloubergstrand) y disparando sobre el banco lindero a las salinas forzó al enemigo a desalojar la posición ventajosa que había tomado.

### Batalla de Blaauwberg (8 de enero)
En la mañana del 8 las fuerzas invasoras agrupadas en dos brigadas con dos obuses y seis piezas de artillería se alejó de la carretera a Ciudad del Cabo y desalojó de las cumbres de las Blue Mountain las tropas ligeras del enemigo, descubriendo el cuerpo principal del ejército holandés comandado por el teniente general Jan Willem Janssens.
Janssens, imprudentemente o forzado por la falta de alimentos, se había comprometido a una batalla campal en vez de defender las fuertes líneas de ciudad del Cabo, donde había dejado solo algunos soldados al mando del teniente coronel Casimir von Propholow.

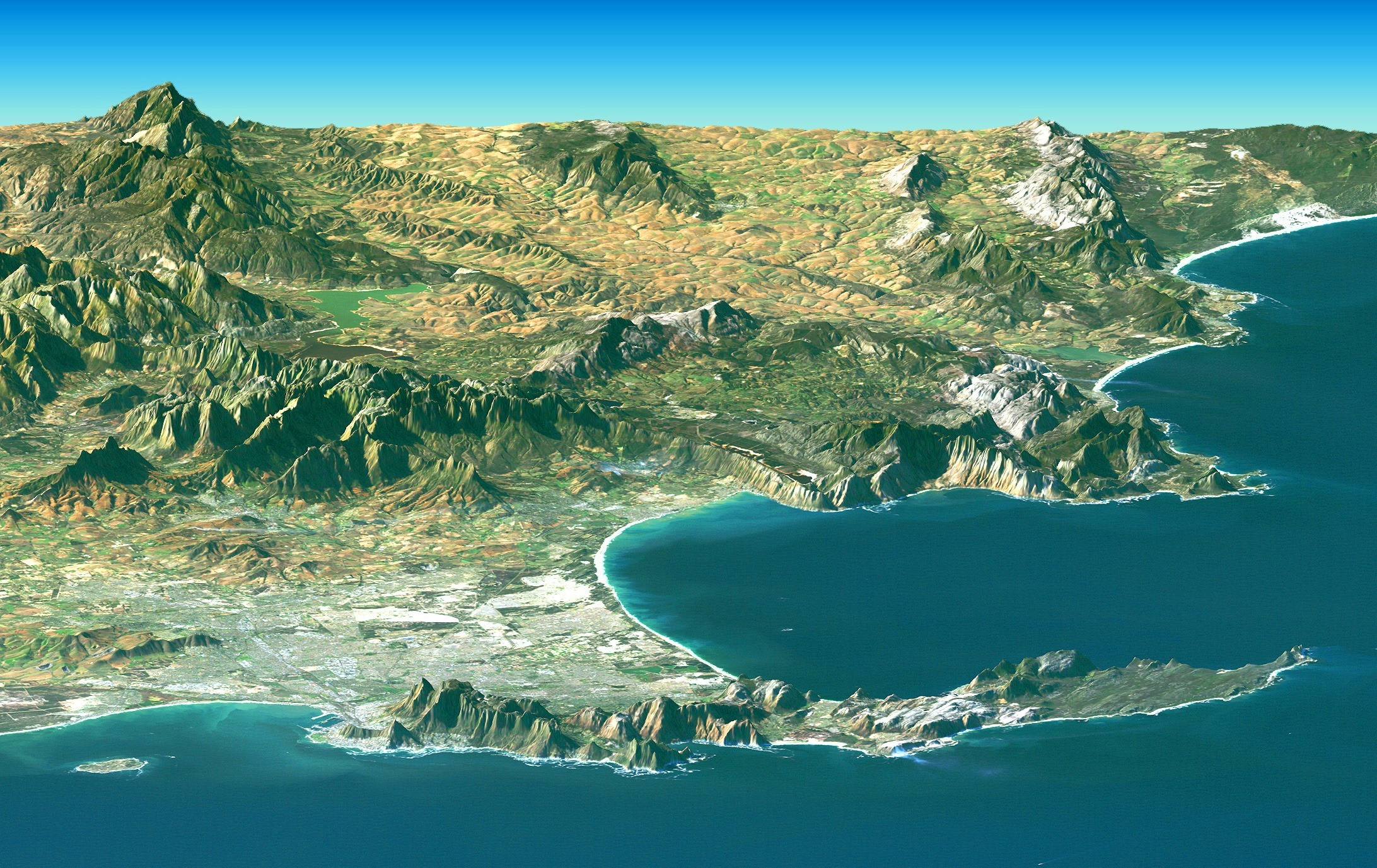
Ciudad del Cabo: al este la península del Cabo y False Bay con las islas Robben (frente, izquierda), Table Mountain (al centro y al frente) y el Cabo (frente e izquierda).

Sus tropas estaban compuestas del 22.º batallón de infantería de línea, algunos unidades del 9.º de cazadores (rifleros), un escuadrón de dragones ligeros (138 hombres) y unidades del 5.º de artillería, un pequeño cuerpo de artillería montada, en total menos de mil regulares, y por 224 granjeros bóeres (la Swellendam Light Dragoons o Burgher Cavalry), 240 franceses (la tripulación de dos buques refugiados en el Cabo, la fragata Atalanta y la corbeta Napoleón, comandados por el coronel Gaudin Bouchier y el oficial du Belloy, sobrino del Arzobispo de París), unos 400 mercenarios alemanes, austríacos y húngaros (el denominado 5.º batallón Waldeck Jaggers, al mando del teniente coronel Carl Mueller), 54 hombres de la artillería malaya (Javanese Artillery Corps o Mardykers) y 181 del 1.º de infantería ligera (hotentotes). Eran poco más de 2000 hombres con sólo 16 cañones, 6 de campaña de 6 libras y 10 de ellos Lantaka, cañones muy ligeros (1 libra) de bronce tradicionalmente utilizados en Indonesia montados en buques mercantes, a los que había que sumar 104 esclavos de Mozambique, sin armas y utilizados para el transporte de la artillería.
Para peor, tras la convocatoria inicial, las milicias se habían reunido en Ciudad del Cabo, pero la falta de alimentos había obligado a licenciar a un gran número. Dos malas cosechas consecutivas y la imposibilidad de recibir granos de ultramar tras la desaparición de la flota holandesa había dejado a la colonia en una posición crítica. Janssens solo tenía grano para alimentar dos días a los dos mil hombres en armas y a la población civil, tras lo que debería rendirse.
Janssens había recibido el primer aviso de la expedición recién el 25 de diciembre, cuando un buque estadounidense le había informado de la salida de Madeira de la expedición de Baird, y ese aviso era inexacto, ya que se suponía que el destino eran las Indias Occidentales. Sólo el 3 de enero se tuvo confirmación del avistamiento de un bergantín inglés en observación de la costa, un día antes del arribo de los 59 navíos de la escuadra.

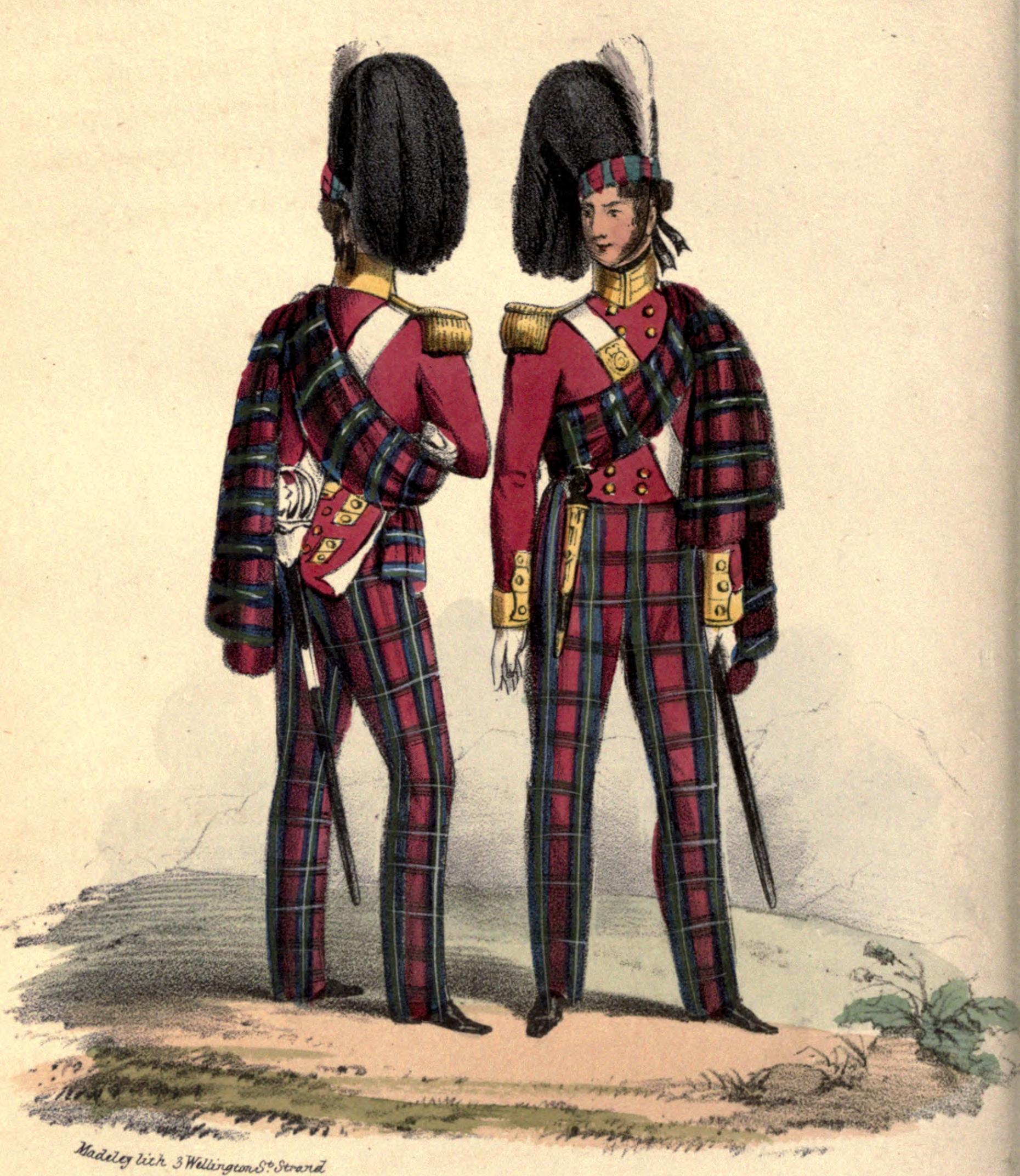
Regimiento 72.º.

Janssens aguardó la aproximación británica: consideraba que la "victoria podía ser considerada imposible de alcanzar pero el honor de la patria exigía luchar". Janssens había desplegado sobre su flanco izquierdo (que se apoyaba en la colina de Kleinberg) algunas unidades de rifleros bóeres montados y 2 piezas de artillería, pero el grueso de sus tropas formaban en el valle (Blaauwberg Veld). Había dispuesto sus fuerzas en una línea delgada: a la izquierda la Burgher Cavalry y los hotentotes, en el centro el Waldeck, los marinos franceses y el grueso de la artillería, y en el flanco derecho las tropas regulares neerlandesas: el 22.º de infantería, el 9.º de cazadores y los dragones en el extremo derecho, con dos piezas de artillería.
Las fuerzas atacantes estaban compuestas de los regimientos 24.º, 59.º, 71.º, 72.º, 83.º y 93° de infantería y el 20.º de Dragones Ligeros, cerca de 4500 hombres, con dos howitzers (obuses) y seis piezas ligeras de artillería de campaña operadas por 358 artilleros, algunas fuerzas del Cuerpo de Ingenieros y reclutas de la Compañía de las Indias Orientales, en total cerca de 5400 hombres.
A las 4 de la mañana del día 8 se inició el avance británico desde Lospard sobre Blaauwberg. El ala izquierda de la segunda brigada compuesta por los regimientos de Highlanders (71.º, 72.º y 93°) al mando del general Ferguson, se desplegó en vanguardia en la cima de la colina y formaron en escalón, 200 yardas adelantados al resto de las fuerzas. La primera brigada (regimientos 24.º, 59.º y 83.º) al mando del teniente coronel Joseph Baird (hermano del comandante de la expedición) por la ausencia de Beresford, quien continuaba en Saldanha, se desplegaba sobre el flanco derecho guardando el desfiladero de las montañas en previsión de un ataque.
Baird inició la acción sobre ese flanco, enviando a la compañía de granaderos del 24.º contra un cuerpo de rifleros montados, que consiguieron dispersar aunque sufriendo fuertes bajas.
Los mercenarios del Waldeck había sido contactados por uno de los agentes británicos en el territorio: al primer cañonazo, que cayó cerca de su flanco derecho, el batallón Waldeck, que ocupaba el centro de la línea holandesa, se retiró del combate. A su derecha los franceses se mantuvieron firmes pero una división de tropas regulares neerlandesas, parte del regimiento n.º 22 de línea, se vio envuelta en el pánico causado por la deserción. Pronto, ante la evidente superioridad del adversario, huyeron también algunas de las fuerzas hotentotes, formadas a la izquierda del Waldeck por lo que las tropas regulares de Janssens que mantuvieron el combate se redujeron a menos de 800 hombres de fuerzas regulares, consistentes en 160 artilleros con 16 piezas, un batallón de cazadores, algunos dragones y una de las alas del 22.º de línea, y las irregulares a 224 granjeros bóeres, 240 marinos franceses y 350 auxiliares malayos y hotentotes, una fuerza total de 1600 hombres.
Después de un sostenido intercambio de disparos, una carga a bayoneta de la segunda brigada (los tres regimientos de highlanders) al mando del general Ferguson rompió la línea y obligó a retirarse a los defensores, que pudieron hacerlo en orden cubiertos por los mosquetes de pequeños destacamentos irregulares bóeres hacia Reit Vlei, en el área de Tygerberg, posición hacia la que Janssens había ya enviado al ayudante general Rancke y al coronel Henry para reagrupar las tropas.
Las pérdidas neerlandesas ascendieron a 337 hombres entre muertos y heridos, mientras que las británicas fueron de 15 muertos, 189 heridos y 8 desaparecidos. Entre los muertos se encontraba el capitán Andrew Foster del 24.º y malherido el capitán Alexander McPherson, del 59.º. Fueron también heridos los tenientes coronel Campbell y Grant del 71.º. La mayor parte de las bajas se dieron entre los Highlanders que enfrentaron el centro y la artillería, ligera pero eficaz.
La brigada francesa luchó valientemente y fue una de las que más sufrió: sólo sobrevivieron 130 de sus 240 integrantes, el 32 % de las bajas de los defensores.
La infantería de marina desembarcada a retaguardia del ejército ya en retirada en vez de flanquear por las salinas a la derecha y caer sobre las desordenadas columnas, agotadas por una marcha forzada de varias millas con la arena por las rodillas, se limitó a cañonear una posición ya abandonada por los holandeses.
Reunidas las fuerzas invasoras, descansaron hasta la tarde, incapaces de proseguir hacia Reit Vlei. Janssens prosiguió rápidamente la retirada hacia el paso de las montañas Hottentot-Holland (Paso de Sir Lowry), que conduce al distrito Zwellendam, a 50 kilómetros del Cabo, con la intención de cortar las provisiones a Ciudad del Cabo y promover la insurrección de las tribus nativas.

#### Caída del Cabo
El 9 de enero, Baird avanzó hacia el Cabo, tomó el fuerte Knocke y varias posiciones en las afueras de la ciudad y al mediodía acampó en las riberas del río Salado, a 3 millas de la capital, en espera del tren de artillería. Mandó entretanto una intimación para la inmediata rendición. La demora en la respuesta hizo que Baird pusiera sus tropas en movimiento para el asalto pero a las 2 Propholow aceptó los términos y la ciudad capituló el día 10 a las 4 de la tarde, firmándose el tratado preliminar en una vivienda rural ("cottage") de la localidad de Papendorp (actualmente un suburbio de Woodstock) por lo que se conoción como Treaty Cottage.
La capitulación de 10 artículos fue ratificada el día 12 y los británicos tomaron posesión de Ciudad del Cabo y sus dependencias, incluyendo las baterías que montaban 113 piezas de bronce y 343 piezas de hierro.
Muchos de los granjeros bóeres urgían a Janssens a marchar a través del Swellendam al río Zwartkops para reclutar voluntarios de la frontera pero Janssens decidió licenciarlos e instarlos a regresar a sus granjas. Por un lado contaba sólo con 500 hombres, y por otro los exploradores le habían informado que las tropas británicas habían tomado Stellenbosch, Paarl, Tulbagh Kloof y Wynberg, amenazaban con la confiscación de las propiedades de aquellos que se mantuvieran en armas y planeaban enviar al 83.º a Bahía Mossel para que avanzando al paso Attaqua cortara la retirada holandesa.
La brigada de highlanders al mando de Beresford, acompañada de Thomas Tennant, poblador de la Colonia y amigo de Janssens, continuó el avance sobre los holandeses. El 11 Janssens recibió una intimación de Baird, en la que tras reconocer la honorable resistencia ofrecida, le solicitaba deponer las armas para evitar la devastación del territorio y ofrecía no considerarlas prisioneras de guerra y trasladarlas a Holanda.
Tras intentar vanamente alterar los términos, ya rodeado, el 18 de enero de 1806 Janssens se rindió ante Beresford. Tres días después las tropas neerlandesas marcharon a Bahía Simon y entregaron sus equipos, reteniendo los oficiales sus espadas y caballos. La capitulación fue ratificada el 24 de enero en el Cabo. El 6 de marzo siete navíos encabezados por el Bellona dejaron Table Bay transportando al último gobernador holandés del Cabo, sus 94 oficiales y 573 hombres, entre ellos 31 funcionarios civiles, así como 106 mujeres y chicos. El 7 de abril llegó el despacho de Baird a Lord Castlereagh del 26 de enero informando que el Cabo había vuelto a manos británicas.

#### Acciones posteriores

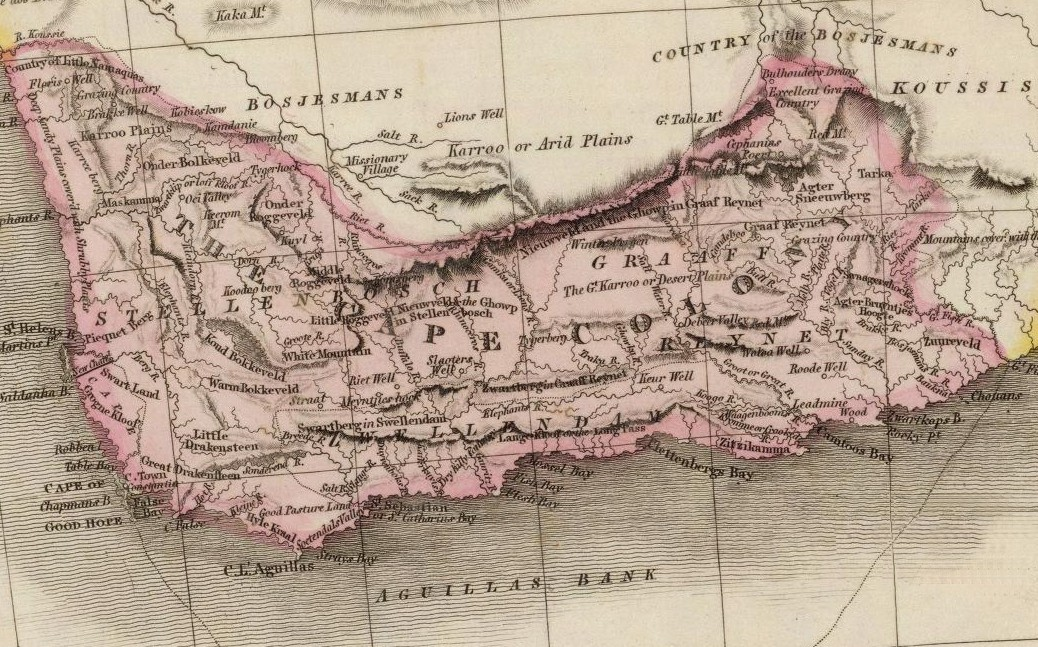
Colonia del Cabo (1809).

Como la bandera holandesa se dejó flamear en las baterías y barcos durante mucho tiempo, numerosos buques de bandera neutral pero propiedad francesa arribaron al Cabo y fueron capturados. El 4 de marzo la fragata Volontaire (46 cañones, capitán Brittell) de la flota del almirante Jean Baptiste Philibert Willeaumez, fue atraída a la bahía por esta estratagema y capturada. A bordo iban 217 prisioneros del regimiento de la Reina y del 54.º.
Los británicos capturaron también el bergantín Rolla donde interceptaron correspondencia del almirante Charles Alexandre Leon Du Rand, conde de Linois, dirigida al Ministerio de Marina en París y a Jenssens, donde comunicaba que tenía previsto visitar la colonia en el curso de ese mes.
Un teniente de la Volontaire, Steitz, hamburgues, antiguo conocido de Sir Home Popham y descontento con la armada holandesa, le informó por otra parte de la partida de dos flotas francesas del puerto de Brest el 14 de diciembre de 1805, cada una de seis navíos y naves menores al mando de los almirantes Willeaumez y Corentin de Leissègues.
Al apresar la Volontaire se supo de la derrota de Rusia en la batalla de Austerlitz (2 de diciembre de 1805), la de Austria en la batalla de Ulm (16–19 de octubre de 1805) y la captura de Viena por Napoleón, con lo que las causas que impidieran la campaña en Sudamérica habían desaparecido al desaparecer la coalición. Por añadidura, cerca de un mes después de la captura de la colonia se habían tenido noticias de la victoria de Nelson en Trafalgar (21 de octubre de 1805) y la consiguiente destrucción de las armadas de Francia y España. Como Popham afirmó en su juicio, él "sabía que era el objetivo favorito de Pitt y conocía las causas por las que se había suspendido" y consideraba que el rápido cambio de situación en Europa era el único motivo por el que no había recibido órdenes de retomar el proyecto, ignorando que Pitt había fallecido el 23 de enero de 1806.
Sin embargo, el primer objetivo era asegurar la colonia conquistada. La presencia de la nave exploradora de la primera división hacía previsible que su destino fuera también el Cabo, pese a la presunción de Steitz quien suponía que Willeaumez repostaría en Brasil y seguiría hacia las Antillas. Los británicos hicieron preparativos para recibir a los franceses anclando la escuadra en la bahía y fortificando las defensas en tierra con cañones adicionales, mientras Popham atendiendo a Steitz alertaba a Lord Cochrane en Barbados.
Al transcurrir las siguientes semanas sin que apareciera la flota, "sabiendo su incapacidad para estar en el mar tanto tiempo sin provisiones y su terror a refugiarse en cualquier puerto para procurarlas se tuvo por cierto que habían desistido de su objetivo" y teniendo en cuenta la inminencia del invierno, no se justificaba ya la permanencia de la flota en Table Bay. Había llegado el momento de que Popham retomara su proyecto principal.
La información brindada por dos tripulantes del Diadem que habían vivido en Buenos Aires y del capitán americano Thomas Wayne, dedicado al tráfico de esclavos y amigo de su antiguo socio y acreedor Guillermo Pío White, afincado en Buenos Aires y de quien era portador de una carta con contenido secreto, coincidía en la débil capacidad defensiva de Buenos Aires y Montevideo, y ayudó a convencer a Baird de apoyar la campaña, la cual, tras un éxito inicial, terminaría en la rendición de las fuerzas británicas y en la capitulación de la segunda expedición en 1807.

### Colonia británica
Tras la paz, el 13 de agosto de 1814 una convención entre los embajadores de Holanda y Gran Bretaña establecieron que las posesiones neerlandesas capturadas en la guerra serían devueltas, exceptuando El Cabo, Esequibo-Demerara y Berbice.
Por esas posesiones, Londres pagaría una compensación de 6000000 de libras, garantizando en lo que respecta al Cabo, que el puerto permanecería abierto a los buques holandeses con derechos similares a los de bandera británica.
La posesión de la colonia del Cabo de Buena Esperanza fue formalmente ratificada por el Congreso de Viena en 1815.